# Minyobates steyermarki
Minyobates steyermarki är en groddjursart som först beskrevs av Juan A. Rivero 1971.  Minyobates steyermarki ingår i släktet Minyobates och familjen pilgiftsgrodor. IUCN kategoriserar arten globalt som akut hotad. Inga underarter finns listade i Catalogue of Life.